# Ross County
Ross County er et county i den amerikanske delstat Ohio.